# Ряжский район
Ря́жский райо́н — административно-территориальная единица (район) и муниципальное образование (муниципальный район) на юге Рязанской области.
Административный центр — город Ряжск.

## География
Площадь района — 1019 км². Район граничит на востоке с Ухоловским районом, на юге — с Александро-Невским районом и Липецкой областью, на западе — с Милославским и Скопинским районами и на севере — с Кораблинским районом.
Основные реки — Ранова и Хупта с притоками, основные озёра — Кончуровское и Чёрное.

## История
В 1925 году были укрупнены волости. По административному делению, утвержденному Президиумом ВЦИК 31 августа 1925 года, в Ряжский уезд входило 8 волостей: Андреевская, Борецкая, Коноплинская, Кораблинская, Ряжская, Сапожковская, Сараевская, Ухоловская.
14 января 1929 года было принято постановление ВЦИК РСФСР «Об образовании на территории РСФСР административно-территориального объединения краевого и областного подчинения». В развитие этого постановления ВЦИК от 12 июля 1929 года определил состав округов и районов Московской области и их центры. В Московской области было образовано 10 округов, в том числе и Рязанский округ с центром в г. Рязани. В состав Рязанского округа вошёл Ряжский уезд. Это постановление утвердило также список районов и их центров по округам. На базе Ряжского уезда было образовано несколько районов: Ряжский, Александро-Невский, Кораблинский, Сапожковский, Сараевский, Ухоловский.
В состав Ряжского района первоначально вошли город Ряжск, рабочий посёлок Новоряжск, сельсоветы Александровский, Больше-Алешневский, Боровский, Василевский, Введенский, Гореловский, Грачевский, Гремячевский, Дегтянский, Журавинский, Захупский, Иваньковский, Киселевский, Красно-Гудовский, Кузьминский-1, Кузьминский-2, Куровщинский, Кучуковский, Лебяжинский, Лыковский, Марчуковский-1, Марчуковский-2, Марьинский, Михайловский, Набережновский, Нагайский, Нагорновский, Наумовский, Новоеголдаевский, Петровский, Подвисловский, Поплевинский, Пушкарский, Пышкинский, Рановский, Ратмановский, Салтыковский, Самаринский, Совский, Староеголдаевский, Стрелецкий, Телешовский, Туровский, Фофоновский, Хмелевский, Чернавский, Шелемишевский, Шереметьевский, Ямской.
20 мая 1930 года из Новодеревенского района в Ряжский был передан Борщевский с/с.
23 июля 1930 года было принято постановление ЦИК и СНК РСФСР «О ликвидации округов», согласно которому окончательным сроком ликвидации округов было указано 1 октября 1930 года. Постановление указывало, что изменений границ районов и сельсоветов не будет. Все округа Московской области, в том числе и Рязанский, были ликвидированы.
В 1931—1932 годах их Скопинского района в Ряжский были переданы Городецкий, Ермоловский, Желтухинский, Летовский, Новобараковский и Полянский с/с.
11 апреля 1934 года Ермоловский и Летовский с/с были возвращены в Скопинский район.
21 февраля 1935 года в новообразованный Желтухинский район были переданы Боровский, Гореловский, Городецкий, Желтухинский, Иваньковский, Кузьминский-1, Кузьминский-2, Куровщинский, Кучуковский, Лебяжинский, Летовский, Лыковский, Марчуковский-2, Набережковский, Нагорновский, Наумовский, Новобараковский, Полянский, Пышкинский, Рановский, Салтыковский, Хмелевский и Шелемишевский с/с.
Постановлением ЦИК СССР от 26 сентября 1937 года о разделении Московской области на Тульскую, Рязанскую и Московскую была образована Рязанская область. Ряжский район вошёл в её состав.
Указом Президиума Верховного Совета РСФСР от 5 апреля 1956 года в области было ликвидировано 9 районов, в том числе Желтухинский, его территория вошла в состав Ряжского района.
На основании Указа Президиума Верховного Совета РСФСР «Об укреплении сельских районов, образовании промышленных районов и изменении подчинённости районов и городов Рязанской области» на территории области было образовано 12 сельских и промышленных районов. Был образован Ряжский сельский район.
В январе 1965 года на основании Указа Президиума Верховного Совета РСФСР от 12 января 1965 года «Об изменениях в административно — территориальном делении Рязанской области» сельские и промышленные районы были ликвидированы. Ряжский сельский район был преобразован в район. В состав Ряжского района был включен город Ряжск.
Военные годы
В годы Великой Отечественной войны все в районе подчиняется интересам обороны Родины. Уже 25 июня 1941 года Ряжский район находился на военном положении. В конце ноября гитлеровские части вплотную подошли к г. Ряжску и город, и его пригороды приказом по гарнизону перешли на осадное положение. Был создан отряд народного ополчения численностью 3 тыс. человек. Истребительский батальон из состава ополченцев, вооружённый винтовками и бутылками с зажигательной смесью, занял оборону у Шуваловского лесничества, и на дороге Ряжск — Скопин. Фашистская авиация бомбила Ряжский вокзал, ст. Шереметьево, железнодорожный пост у с. Поплевино. В это время в Ряжск прибыл эшелон с 3-м батальоном 84 бригады морской пехоты. По приказу находящегося в Ряжске генерала С. Н. Руденко, впоследствии Героя Советского Союза, маршала авиации, батальон направляется под г. Скопин и в тот же день выбивает гитлеровцев из города.
За активное участие в борьбе с немецко-фашистскими захватчиками несколько тысяч жителей Ряжска и района были награждены орденами и медалями. В этой славной шеренге есть и Герои Советского Союза. Среди них А. Г. Журавлёв, С. И. Колесников, П. М. Коняев, С. Н. Костров, И. М. Красиков, С. Н. Лапутин, А. В. Ларин, М. И. Никаноров, Г. В. Павлов, С. И. Политов, Н. П. Селезнев, А. М. Серебряков.
На братском кладбище Ряжска стоит обелиск в честь погибших воинов, на нём слова: «Вам, отдавшим пламень жизни ради жизни на Земле». Памятники и обелиски, отмечающие память погибших в Великую Отечественную войну, воздвигнуты в селах района.

## Население
| 1939    | 1959    | 1970    | 1979    | 1989    | 2002    | 2009    | 2010    | 2012    |
| ------- | ------- | ------- | ------- | ------- | ------- | ------- | ------- | ------- |
| 57 496  | ↘47 466 | ↘44 054 | ↘39 050 | ↘37 322 | ↘31 097 | ↘29 352 | ↘29 026 | ↗29 281 |
| 2013    | 2014    | 2015    | 2016    | 2017    | 2018    | 2019    | 2020    | 2021    |
| ↗29 429 | ↘29 395 | ↘29 343 | ↗29 399 | ↘29 302 | ↘28 892 | ↘28 421 | ↘28 116 | ↘27 638 |
| 2023    |         |         |         |         |         |         |         |         |
| ↘27 032 |         |         |         |         |         |         |         |         |

### Урбанизация
Городское население (город Ряжск) составляет 74.72 % населения района.

### Национальный состав
По итогам переписи населения 2020 года проживали следующие национальности (национальности менее 0,1 % и другое, см. в сноске к строке «Другие»):
| Национальность | Численность, чел. | Доля     |
| -------------- | ----------------- | -------- |
| Русские        | 24 935            | 90,22 %  |
| Киргизы        | 150               | 0,54 %   |
| Цыгане         | 147               | 0,53 %   |
| Армяне         | 131               | 0,47 %   |
| Узбеки         | 105               | 0,38 %   |
| Украинцы       | 100               | 0,36 %   |
| Азербайджанцы  | 61                | 0,22 %   |
| Корейцы        | 61                | 0,22 %   |
| Таджики        | 59                | 0,21 %   |
| Татары         | 53                | 0,19 %   |
| Молдаване      | 36                | 0,13 %   |
| Другие         | 1800              | 6,53 %   |
| Итого          | 27 638            | 100,00 % |

## Территориальное устройство
В рамках административно-территориального устройства, Ряжский район включает 1 город районного значения и 5 сельских округов.
В рамках организации местного самоуправления, муниципальный район делится на 6 муниципальных образований, в том числе 1 городское и 5 сельских поселений.
| № | Муниципальное образование       | Административный центр | Количество населённых пунктов | Население (чел.) | Площадь (км²) |
| - | ------------------------------- | ---------------------- | ----------------------------- | ---------------- | ------------- |
| 1 | Ряжское городское поселение     | город Ряжск            | 1                             | ↘20 197          | 126,13        |
| 2 | Алешинское сельское поселение   | село Большая Алешня    | 24                            | ↗2066            | 304,40        |
| 3 | Дегтянское сельское поселение   | село Дегтяное          | 5                             | ↘1376            | 133,80        |
| 4 | Журавинское сельское поселение  | село Журавинка         | 18                            | ↘1328            | 210,00        |
| 5 | Петровское сельское поселение   | село Петрово           | 3                             | ↘1029            | 71,30         |
| 6 | Поплевинское сельское поселение | село Поплевино         | 10                            | ↘1205            | 172,95        |

## Населённые пункты
В Ряжском районе 61 населённый пункт, в том числе 1 городской (город) и 60 сельских.
| №  | Населённый пункт     | Тип             | Население | Муниципальное образование       |
| -- | -------------------- | --------------- | --------- | ------------------------------- |
| 1  | Александровка        | село            | 23        | Журавинское сельское поселение  |
| 2  | Алексеевка           | деревня         | 16        | Алешинское сельское поселение   |
| 3  | Березово             | село            | ↘0        | Журавинское сельское поселение  |
| 4  | Большая Алешня       | село            | ↘282      | Алешинское сельское поселение   |
| 5  | Большое Самарино     | село            | ↘51       | Алешинское сельское поселение   |
| 6  | Борщевое             | деревня         | 13        | Алешинское сельское поселение   |
| 7  | Василевка            | село            | ↘18       | Дегтянское сельское поселение   |
| 8  | Введеновка           | село            | ↘143      | Алешинское сельское поселение   |
| 9  | Волково              | деревня         | 8         | Журавинское сельское поселение  |
| 10 | Гремячка             | село            | ↘23       | Алешинское сельское поселение   |
| 11 | Дегтяное             | село            | ↘703      | Дегтянское сельское поселение   |
| 12 | Дмитриевка           | деревня         | 9         | Петровское сельское поселение   |
| 13 | Добрая Воля          | посёлок         | 7         | Поплевинское сельское поселение |
| 14 | Еголдаево            | посёлок станции | ↘7        | Дегтянское сельское поселение   |
| 15 | Есаково              | деревня         | 0         | Журавинское сельское поселение  |
| 16 | Журавинка            | село            | ↘511      | Журавинское сельское поселение  |
| 17 | Зезюлино             | село            | ↘11       | Журавинское сельское поселение  |
| 18 | Зорька               | посёлок         | 0         | Алешинское сельское поселение   |
| 19 | Киселевка            | деревня         | ↘37       | Алешинское сельское поселение   |
| 20 | Колесницкий          | посёлок         | 25        | Алешинское сельское поселение   |
| 21 | Коминтерн            | посёлок         | 4         | Алешинское сельское поселение   |
| 22 | Красный Октябрь      | посёлок         | 4         | Журавинское сельское поселение  |
| 23 | Кузьминка            | деревня         | ↘4        | Журавинское сельское поселение  |
| 24 | Куровщино            | село            | ↘10       | Журавинское сельское поселение  |
| 25 | Кучуково             | деревня         | ↘20       | Поплевинское сельское поселение |
| 26 | Лесничества Шувалова | посёлок         | 3         | Журавинское сельское поселение  |
| 27 | Лупиловка            | посёлок         | 13        | Поплевинское сельское поселение |
| 28 | Лыково               | село            | 29        | Журавинское сельское поселение  |
| 29 | Малая Алешня         | деревня         | ↘1        | Алешинское сельское поселение   |
| 30 | Малое Самарино       | деревня         | ↘5        | Поплевинское сельское поселение |
| 31 | Марчуки 1            | село            | ↘247      | Алешинское сельское поселение   |
| 32 | Марчуки 2            | село            | ↘275      | Журавинское сельское поселение  |
| 33 | Марчуковские Выселки | посёлок         | 0         | Алешинское сельское поселение   |
| 34 | Марьино              | деревня         | ↘82       | Алешинское сельское поселение   |
| 35 | Михайловка           | деревня         | 0         | Алешинское сельское поселение   |
| 36 | Набережное           | село            | 2         | Журавинское сельское поселение  |
| 37 | Нагорное             | село            | ↘71       | Журавинское сельское поселение  |
| 38 | Новое Еголдаево      | село            | ↘720      | Дегтянское сельское поселение   |
| 39 | Новый Мир            | посёлок         | 0         | Журавинское сельское поселение  |
| 40 | Осиновка             | деревня         | 4         | Поплевинское сельское поселение |
| 41 | Петрово              | село            | ↘970      | Петровское сельское поселение   |
| 42 | Погореловка          | деревня         | 6         | Алешинское сельское поселение   |
| 43 | Подвислово           | посёлок станции | 9         | Поплевинское сельское поселение |
| 44 | Подвислово           | село            | ↘331      | Поплевинское сельское поселение |
| 45 | Полотебное           | село            | 0         | Журавинское сельское поселение  |
| 46 | Поплевино            | село            | ↘597      | Поплевинское сельское поселение |
| 47 | Ратманово            | село            | ↘237      | Алешинское сельское поселение   |
| 48 | Ряжск                | город           | ↘20 197   | Ряжское городское поселение     |
| 49 | Салтыки              | село            | ↘531      | Журавинское сельское поселение  |
| 50 | Свет                 | посёлок         | 264       | Алешинское сельское поселение   |
| 51 | Совка                | деревня         | ↘111      | Алешинское сельское поселение   |
| 52 | Солнце               | посёлок         | 47        | Петровское сельское поселение   |
| 53 | Старое Еголдаево     | деревня         | ↘5        | Дегтянское сельское поселение   |
| 54 | Телешовка            | деревня         | 4         | Алешинское сельское поселение   |
| 55 | Турово               | село            | ↗265      | Алешинское сельское поселение   |
| 56 | Утро                 | посёлок         | 12        | Алешинское сельское поселение   |
| 57 | Хмелевое             | село            | ↘2        | Журавинское сельское поселение  |
| 58 | Чернава              | деревня         | 4         | Поплевинское сельское поселение |
| 59 | Чирково              | село            | ↘207      | Поплевинское сельское поселение |
| 60 | Шереметьево          | посёлок станции | 14        | Алешинское сельское поселение   |
| 61 | Шереметьево          | село            | ↘355      | Алешинское сельское поселение   |

## Известные уроженцы
См. также: Категория:Родившиеся в Ряжском районе
- Анисимова, Домна Анисимовна (1812—1868), дочь пономаря. Слепая («Слепая Доманя»), поэтесса.
- Бобровников, Николай Иванович (1909 — 1991) советский экономист и государственный деятель.
- Большаков, Кирилл Андреевич (1906 - 1992), советский химик-неорганик, член-корреспондент АН СССР (1958). Ректор Московского института тонкой химической технологии им. М. В. Ломоносова, дважды лауреат Государственной премии СССР.
- Вековищев, Василий Васильевич (1923—1988), педагог, краевед
- Дубровин, Юрий Дмитриевич (1939 - 2022), актёр Киевской киностудии имени А. Довженко, один из самых снимаемых украинских актёров, заслуженный артист РФ, почетный гражданин г. Ряжска.
- Жуков, Виктор Петрович (1923—1984), Герой Социалистического Труда, председатель колхоза «Путь Ленина» Ряжского района.
- Журавлёв, Александр Григорьевич (1910—2010), старший лейтенант Советской Армии, участник Великой Отечественной войны, Герой Советского Союза (1943). Похоронен на Братском кладбище г. Ряжска.
- Игнатьев, Пётр Васильевич (1925—1981), полный кавалер ордена Славы.
- Клюев, Виктор Владимирович (1925 -1992), Герой Социалистического Труда, плавильщик московского завода «Серп и Молот».
- Колесников, Семён Никитович (1911—1975), гвардии старший лейтенант, командир стрелковой роты 3-го мотострелкового батальона 7-й гвардейской моторизованной бригады, Герой Советского Союза.
- Коняев, Пётр Михайлович (1922—1951), старший лейтенант, командир звена 482-го Ковенского ордена Александра Невского истребительного авиационного полка, Герой Советского Союза.
- Котляренко, Анатолий Николаевич (1903 — после 1966), учёный-лингвист, литературовед, кандидат филологических наук, доцент.
- Красиков, Николай Максимович (1924—1944), гвардии лейтенант, командир танка 48-го гвардейского отдельного танкового полка, Герой Советского Союза. Одна из улиц в Ряжске названа его именем.
- Лапутин, Сергей Яковлевич (1911—1985), командир танкового взвода, Герой Советского Союза. (1938 — за Гражданскую войну в Испании). В Ряжск есть улица с его именем.
- Ларин, Андрей Васильевич (1911—1981), сержант, командир отделения 981-го стрелкового полка, Герой Советского Союза.
- Лебедев, Василий Иванович (1825—1863), богослов, церковный деятель, редактор журнала «Душеполезное чтение».
- Леонтьев, Борис Михайлович (1924 - 2017), доктор юридических наук, профессор юридического факультета МГУ.
- Лихачёв, Владимир Матвеевич (1901—1975), советский военачальник, генерал-полковник артиллерии.
- Лунин, Николай Александрович (1915—1968) — новатор железнодорожного транспорта, Герой Социалистического Труда, лауреат Государственной премии СССР.
- Макаров, Иван Иванович (писатель). В прозе обращается к первым годам социалистического строительства.
- Мещерский, Александр Петрович, князь (около 1804 — ?), декабрист — член Южного общества, прапорщик Черниговского пехотного полка. Участник восстания Черниговского полка, но вскоре после его начала бежал и явился к начальству. По заключению Аудиториатского департамента приговорен к заключению на 6 месяцев в крепость с последующим определением на службу. По отбытии наказания возвращен в тот же полк, уволен от службы в 1828 году, жил в селе Турово.
- Муравьёв, Анатолий Васильевич (1924—1993), учёный-историк, профессор МГУ.
- Назин, Иван Захарович (1910—1982), генерал-майор авиации.
- Нефедов, Фёдор Михайлович (1888—1929), поэт. Первая публикация — в детском журнале «Путеводный огонек» (1916). В послеоктябрьские годы печатался в журналах «Мурзилка», «Работница», «Рельсы», «Урожай», в центральных газетах. В последние годы жизни заведовал школой № 80 Краснопресненского района Москвы.
- Новиков, Анатолий Владимирович (1924), доктор технических наук, профессор.
- Новиков, Борис Кузьмич (1925—1997), советский актёр театра и кино, Народный артист России (1994).
- Окаемов, Александр Иванович (1905—1943), солист Московской филармонии, доцент Московской консерватории, участник подпольной группы в Могилевской области (Белоруссия) во время Великой Отечественной войны. У дома, где он жил, установлена памятная стела. Улица носит его имя.
- Онисифор (Пономарёв) (в миру — Пётр Алексеевич Пономарев; 1881—1966), архиепископ Калужский и Боровский.
- Пирумова, Наталья Михайловна (Иосифовна) (1923—1997), учёный-историк, доктор исторических наук.
- Пожалостин, Иван Петрович (1837—1909), художник-гравер. Один из последних в русском искусстве мастеров резцовой гравюры на меди. Последние годы жизни провёл в Солотче. Похоронен на территории Спасского монастыря Рязанского Кремля. В честь Пожалостина И. П. в Ряжске и Рязани названы улицы.
- Политов, Семён Иванович (1913—1980), командир 1-го дивизиона 876-го Краснознаменного гаубичного артиллерийского полка, Герой Советского Союза. Его имя носит одна из улиц Ряжска.
- Рыбников, Александр Александрович (1878—1938), советский экономист и экономико-географ, автор работ по сельскохозяйственному производству и теории экономической географии.
- Рязанов, Виктор Тимофеевич (1949 - 2020), доктор экономических наук, действительный член РАЕН, заслуженный работник высшей школы РФ
- Серебряков, Андрей Михайлович (1913—1942), младший лейтенант, командир танковой ротой имени Феликса Дзержинского, Герой Советского Союза. Его именем названа улица в Ряжске.
- Соколов, Иван Тимофеевич (1900—1950), физик, кандидат технических наук, лауреат Государственной премии СССР.
- Стручков, Виктор Иванович (1907—1988), хирург, академик АМН СССР, лауреат Ленинской и Государственной премий СССР, Герой Социалистического Труда. Почетный гражданин г. Ряжска. В Ряжске есть улица с его именем.
- Тамбовский, Анатолий Николаевич (1955), доктор педагогических наук, профессор РГРТУ, мастер спорта по пулевой стрельбе, рекордсмен России (1982)
- Татанов, Иван Васильевич (1935), генеральный директор МУП «Водоканал» (Рязань), доктор технических наук, член-корреспондент жилищно-коммунальной академии. Почетный гражданин г. Рязани.
- Уткина, Федосья Семёновна (1908—1992), первая рязанская женщина-трактористка.